# Костёл Святого Петра в Веригах (Даугавпилс)
Даугавпилсский костёл Святого Петра в веригах (латыш. Daugavpils Sv. Pētera ķēdēs Romas katoļu baznīca) — римско-католический храм в центре города Даугавпилса (Латвия). Находится в квартале улиц Циетокшня, Ригас, Михоэлса, Сакню. 

## История
Начало строительства в 1845 году, освящён в июне 1848 года. Находится в центре города на центральной улице по адресу Ригас, 39. Первоначально здание венчала квадратная башня. В 1920—30 годах XX века проведена масштабная реконструкция, над зданием сооружен купол, от главного входа вправо и влево идёт колоннада, замыкается двухэтажными флигелями. Храм после реконструкции напоминает уменьшенный Собор Святого Петра в Ватикане.
В июне 1941 года перед главным входом упала бомба, повредив фасад и крышу храма (фотография имеется в Даугавпилсском музее). После войны верующие исправили разрушения. В начале 60-х годов храм хотели снести, однако верующие обратились за поддержкой в Ватикан, и храм удалось отстоять.
Храм входит в Резекненско-Аглонское епископство Римско-католической церкви Латвии. С 1980 года настоятелем храма является Александр Маделанс. Храм неоднократно посещал епископ Янис Булис, глава Резекненско-Аглонской епархии. Несколько лет назад построена небольшая отдельно стоящая колокольня. Колокол подарил настоятель А. Маделанс.